# Thagria singularis
Thagria singularis är en insektsart som beskrevs av Nielson 1977. Thagria singularis ingår i släktet Thagria och familjen dvärgstritar. Inga underarter finns listade i Catalogue of Life.